# Psolidiella nigra
Psolidiella nigra är en sjögurkeart som beskrevs av Ole Theodor Jensen Mortensen 1925. Psolidiella nigra ingår i släktet Psolidiella och familjen korvsjögurkor. Inga underarter finns listade i Catalogue of Life.